# Hourman
Hourman è il nome di tre diversi supereroi immaginari della DC Comics, il primo dei quali fu creato da Ken Finch e Bernard Baily sulle pagine di Adventure Comics n. 48 (aprile 1940), durante la Golden Age dei fumetti.

## Rex Tyler
Lo scienziato Rex Tyler, cresciuto nello Stato di New York, sviluppò un'affinità per la chimica e in particolare per la biochimica; alla ricerca di un lavoro per pagarsi gli studi al college, entrò come ricercatore di supplementi di vitamine e ormoni alla Bannermain Chemical. Una serie di esperimenti e incidenti lo portarono alla scoperta della "vitamina miracolosa", il Miraclo, e scoprì in alcuni test che delle dosi concentrate di essa dati a dei topi incrementavano la loro forza e la vitalità di numerose volte sopra la media, così come rafforzavano alcune parti del loro corpo. Dopo averne assunta una dose, Rex scoprì di aver ottenuto superforza e super velocità per la durata dell'effetto, cioè un'ora, prima di ritornare ai livelli umani.
Tenendo segreta la sua scoperta, Tyler decise che la sperimentazione sarebbe avvenuta solo su un soggetto di sua fiducia, ovvero se stesso, e, convinto che le abilità fornite dal Miraclo sarebbero servite per scopi benefici, decise di utilizzare i nuovi poteri per aiutare chi ne avesse avuto bisogno; in altre parole sarebbe divenuto il supereroe di Appleton City. La sua prima missione fu l'affermazione che Hourman, l'Uomo dell'ora, avrebbe aiutato chiunque fosse stato in difficoltà. Usando un travestimento trovato in un negozio di costumi abbandonati, accolse l'appello di una casalinga il cui marito era venuto in contatto con la gente sbagliata e sventò una rapina. Nel novembre 1940 Hourman divenne uno dei membri fondatori del primo team di supereroi, la Justice Society of America, lasciata la quale, a metà del 1941, divenne uno dei primi Combattenti per la Libertà di Zio Sam e più tardi, in tempo di guerra, fece parte dell'All-Star Squadron.
Hourman è stato uno di quegli eroi la cui popolarità sarebbe calata negli anni del dopoguerra, fino ad arrivare alla sospensione delle sue avventure; tuttavia, col risorgere dei supereroi nella metà degli anni cinquanta e nei primi anni sessanta e l'interesse verso il ritorno degli eroi della Golden Age, Hourman riapparì presto nelle vesti di ospite nei numeri di Justice League of America, ricoprendo il ruolo, come altri eroi della sua epoca, di antico statista del set di supereroi.
Diversamente da alcuni altri eroi della Golden Age, il suo personaggio continuò a crescere sempre più in modo complesso; ad esempio si fece strada l'idea che il Miraclo fosse tossico, cosa che, combinata con il sospetto che Tyler fosse dipendente dal combattimento del crimine, fece di Hourman il primo fumetto cautelare verso la droga al mondo. Rex, che continuò a combattere entrambe le sue dipendenze durante tutta la sua carriera, fu apparentemente ucciso, con gli altri eroi della Golden Age, combattendo contro il criminale viaggiatore del tempo Extant; recentemente fu salvato da quel destino quando il terzo Hourman prese il suo posto in quella battaglia. Nell'ultima versione del fumetto, Rex vive in semi-pensione con sua moglie Wendi e ha ancora il suo vecchio costume e fiale piene di Miraclo all'interno di un compartimento segreto nell'orologio di suo nonno, che si apre quando entrambe le lancette sono sul "12".
Dovuto alla doppia natura del Miraclo, il modo in cui Hourman otteneva i suoi poteri cambiò durante gli anni. Ad un certo punto nella sua carriera utilizzò una vecchia lanterna di luce nera che attivava i residui di farmaco ancora presenti nel suo corpo; più tardi, in JSA (vol. 2), Johnny Quick teorizzò che i suoi poteri potessero derivare dal gene metaumano posseduto dall'uomo e che, quindi, potessero essere attivati anche senza ricorrere al Miraclo. Rex, allora, utilizzò il mantra de "L'Uomo dell'ora", insegnatogli da Johnny Quick (egli stesso utilizza un metodo simile), per ottenere i suoi poteri di superforza e super velocità, sebbene fosse sempre limitato dalla durata di un'ora.

## Rick Tyler
Rick Tyler, il figlio di Rex, prese l'identità di Hourman durante gli eventi di Crisi sulle Terre infinite, ingoiando le pillole di Miraclo di suo padre per aiutare alcune persone intrappolate in un ospedale in fiamme. Dopo aver fatto parte per qualche tempo della Infinity, Inc., un team composto per lo più di eredi di membri della JSA, Rick cominciò a divenire sempre più dipendente dal farmaco proprio come successe a suo padre tanto che, dopo aver lasciato il gruppo, passo anni in critiche condizioni finché Amazo, futura incarnazione robotica di Hourman, non lo liberò dalla sua dipendenza. Avendo battuto i suoi demoni e riconquistato la salute, Rick si unì alla JSA nella sua incarnazione come una piccola banda di combattenti durante la storia "Stealing Thunder", potendo contare anche sulla clessidra piena di tachioni, che gli consentiva una visione di un'ora nel futuro per un breve istante, fornitagli dall'androide. Grazie ad Amazo, Rick poté visitare con suo padre una dimensione ultraterrena chiamata Timepoint, congelata nel tempo, appena prima della morte di Rex. Recentemente Rick fu seriamente ferito in battaglia e scambiò la sua vita con quella di suo padre per salvarlo. Tyler e l'androide conosciuto come il terzo Hourman, portarono Rex e altri membri della JSA al Timepoint per salvare la vita di Rick. L'ora che fu permessa a Rex nel Timepoint scadde appena Dottor Mid-Nite e Tyler guarirono Rick dalle sue ferite. Padre e figlio combatterono contro Extant anche fino alla fine se avessero dovuto. Ultimamente, Tyler l'androide prese il posto di Rex e fu distrutto quando Rex e Rick tornarono sulla Terra. Rick è ancora una volta attivo nel ruolo di Hourman ed è un membro attivo della Justice Society. Attualmente, è il marito di Jesse Chambers.

## Matthew Tyler
Un altro Hourman, un androide dall'DLXXXIII secolo modellato sul DNA di Rex Tyler, servì sia nella Justice League che nella Justice Society per un po'. Egli stesso si percepì come Rex e come discendente di Rex. Originariamente possedendo l'artefatto cosmico manipolatore del tempo conosciuto come Worlogog, lui stesso cedette la maggior parte dei suoi poteri su consiglio di Snapper Carr e cominciò ad imparare cosa significa essere umano. Dopo aver fallito dal fermare Extant dallo scappare da una battaglia, Hourman lasciò la JSA e cominciò a viaggiare attraverso la linea temporale, tornando a quando ricevette una chiamata di soccorso dalla JSA. Come citato sopra, lo si crede distrutto dalle mani di Extant al posto di Rex, sebbene il viaggiatore del tempo Rip Hunter menzionò che le sue azioni lo avrebbero lasciato inattivo per parecchi anni, indicando il suo probabile ritorno. L'androide, diede anche a Rex Tyler una clessidra, che sperava l'avrebbe ricostruito. L'androide fu chiamato Matthew Tyler, o più semplicemente Tyler.

## Poteri e abilità
Né Rex e né Rick hanno poteri innati. Ogni potere super umano di cui dispongono deriva dall'uso del Miraclo. Prendendo la formula, chi ne fa uso ha a disposizione dei super poteri per la durata di un'ora. I più conosciuti sono la superforza, la resistenza, resistenza ai danni fisici incrementata, e incrementata velocità. In più, meno conosciuti sono i poteri di vista notturna e l'abilità di sopravvivere sott'acqua. Rex e Rick presero entrambi il Miraclo in forma di pillola, ma Rick fece ricorso più volte ad un cerotto transdermico.
La quantità di Miraclo che si può assumere nel corso di una giornata può variare. Normalmente, è una volta al giorno, ma in alcuni casi, fu mostrato che Rex prese un'altra pillola allo scadere dell'effetto di quella precedente. Miraclo funziona principalmente sui Tylers e potrebbe, come non potrebbe, funzionare su altri. Una volta funzionò per il gufo di Dr. Mid-Nite, Hootie così come per il criminale Bane.
Rex e Rick indossano entrambi una clessidra intorno al collo data loro dall'Hourman androide. Fu riempita di tachioni energizzati, nella sua forma più comune, di tempo. La clessidra dona a Rick la visione nel futuro, flash di eventi che accadranno da lì a un'ora così come la possibilità di toccare coloro che vivono al di fuori del tempo. Quest'ultima è un'abilità riferita a tutti coloro che tengono la clessidra. Rex non possiede queste abilità.
L'androide è spesso chiamato "Tyler", ma in realtà è una colonia di macchine creato da Tylerco in un futuro lontano. Se danneggiato, questa colonia può massicciamente moltiplicarsi e ripararlo. Il suo software contiene tracce genetiche di Rex Tyler donandogli tutte le memorie di Rex. Originariamente possedette il Worlogog, che gli dava completo controllo sul tempo. Più tardi si arrese quasi del tutto, non prima di aver assorbito alcune delle memorie di Batman sulla JLA.
Sebbene non fosse potente come l'originale, Tyler conservò la superforza, la resistenza e la velocità equivalenti a coloro che usano il Miraclo. Era capace di accedere al potere di un'ora, sessanta minuti in cui aveva il controllo sul tempo. Poteva fare molte cose con questo controllo: muoversi tra i picosecondi, viaggiare nel tempo, utilizzare la sua visione nel futuro, o far sì che le persone sembrassero più giovani, rallentare una persona fino a congelarla, creare tunnel tra i diversi periodi temporali, e condividere i suoi poteri con altri individui.
Tyler può attivare il potere di un'ora a comando e la clessidra sul suo petto tiene conto del tempo che passa. Sembrano esserci diverse discrepanze sul quante volte può utilizzare il suo potere. Come per l'uso del Miraclo degli altri Hourman, a volte Tyler disse di avere a disposizione una sola ora al giorno, mentre in altre occasioni sembrò che dovesse aspettare un'altra ora perché si potesse ricaricare e così riutilizzare il suo potere.
Tyler possiede anche una nave del tempo di cui può disporre nella linea temporale. Questa nave è connessa a Tyler ed è comandata dalla sua volontà.
Di solito compare come una nave vichinga di legno adornata di orologi, ma può cambiare forma come Tyler desidera in qualsiasi forma, dal semplice skiff in legno alla nave spaziale e può essere anche utilizzata come arma, come quando Hourman ne fece una mano enorme per intrappolare Extant.
Questa nave può viaggiare nel tempo, in linee temporali alternative e attraverso l'ipertempo.

## Altri media

### Televisione
- Hourman compare come membro della Justice League nella serie animata Justice League Unlimited. Si dice che questa versione sia Rick Tyler. Nell'episodio "Panico nei cieli", lo si può vedere iniettarsi il Miraclo tramite un bottone che si trova nel suo guanto all'altezza del polso, lo stesso modo in cui lo fa nei fumetti.
- Hourman comparve nell'episodio "Tapping a hero" in Robot Chicken, doppiato da Seth Green. Promuoveva un prodotto simile al Viagra garantendo che "vi farà diventare un uomo da un'ora, proprio come me" (se diventate un uomo da quattro, consultate un medico).
- Hourman compare per la prima volta nella puntata numero 16 della prima stagione di Legends of Tomorrow ed è interpretato da Patrick J. Adams

### Film
- In Justice League: The New Frontier, Superman menziona brevemente a Wonder Woman che Hourman è morto. È sconosciuto a quale versione si riferisse tuttavia, ma probabilmente Rex Tyler, come nella versione dei fumetti. Hourman si vede anche nei crediti iniziali del film.